# Serpiente de mar
Serpiente de mar è un film del 1985 diretto da Amando de Ossorio sotto lo pseudonimo di Gregory Greens.
Ritorno alla regia dopo cinque anni di assenza, Serpiente de mar fu l'ultimo film diretto dal regista spagnolo, il quale si ritirò in seguito ad un attacco di cuore avuto durante le riprese.

## Trama
Una detonazione nucleare nell'Oceano Atlantico rianima un mostro marino preistorico. La creatura terrorizza le coste spagnole, attaccando senza pietà bagnanti, barche e fari. Un capitano la cui nave è stata affondata dal mostro e un turista americano il cui migliore amico è stato ucciso dalla bestia si uniscono per fermare il mostro, facendosi aiutare da un rispettato oceanografo.